# ميريا فيهي
ميريا فيهي (من مواليد 9 فبراير 1985) عالمة اجتماع وسياسية إسبانية من كتالونيا، وتشغل حاليًا منصب عضو مجلس النواب الإسباني. كانت سابقًا عضوًا في برلمان كتالونيا.

## النشأة
ولدت فيهي في 9 فبراير 1985 في فيلافانت كاتالونيا. هي ابنة أغوستي فيهي إي كاستيلو نائب المفتش في الشرطة البلدية في فيغيريس وكونسول كانتينس إي أربولي العمدة الاشتراكي لفيلافانت. كان جدها عمدة الجبهة الجمهورية. شقيقتها باو ولايا موسيقيان.
تحمل فيهي شهادة في علم الاجتماع من جامعة غرناطة (2010) ومؤهلات عليا في المجتمعات الأفريقية والتنمية من جامعة بومبيو فابرا (2011). تدرس حاليًا للحصول على درجة الماجستير في دراسات المرأة والجنس والمواطنة في معهد دراسات المرأة والجندر المشترك بين الجامعات.